# 田中拓也
田中 拓也（たなか たくや、1971年12月22日 - ）は、日本の歌人。短歌結社竹柏会「心の花」編集委員。現代歌人協会会員。日本歌人クラブ会員。茨城県歌人協会会員。千葉県柏市生まれ。全国高校生短歌大会審査員。

## 経歴
- 國學院大學文学部文学科卒業。早稲田大学大学院教育学研究科高度教職実践専攻修了。
- 1990年　竹柏会「心の花」入会。佐佐木幸綱に師事。
- 2000年　「晩夏の川」30首で第11回歌壇賞（本阿弥書店）を受賞。
- 2001年　第1歌集『夏引』で第9回ながらみ書房出版賞・2001年度茨城文学賞を受賞。
- 2005年　第2歌集『直道』で日本歌人クラブ北関東ブロック優良歌集賞を受賞。
- 2012年　第3歌集『雲鳥』で第17回寺山修司短歌賞を受賞。
- 2020年　第4歌集『東京（とうけい）』で2020年度茨城文学賞新聞社賞を受賞[1]。

## 著書
- 第1歌集『夏引』（ながらみ書房・2000） ISBN 4931201741
- 第2歌集『直道（ひたちみち）』（本阿弥書店・2004） ISBN 4776801043
- 第3歌集『雲鳥』（ながらみ書房・2011） ISBN 4860237412
- 第4歌集『東京（とうけい）』（本阿弥書店・2019）ISBN 4776814528